# ФК До Ресифе
Спорт Клуб до Ресифе (порт. Sport Club do Recife) је бразилски фудбалски клуб из Ресифеа, Пернамбуко.